# Strauchratten
Die Strauchratten oder Degus (aus dem Mapudungun sdewy) sind eine Nagetiergattung aus der Familie der Trugratten (Octodontidae).
Es existieren fünf Arten: 
- Der Gewöhnliche Degu (Octodon degus), der als Heimtier weit verbreitet ist,
- der Walddegu (Octodon bridgesi),
- der Küstendegu (Octodon lunatus),
- der Pazifikdegu (Octodon pacificus) und
- der Ricardo-Ojeda-Degu (Octodon ricardojeda) wurde erst im Jahr 2021 beschrieben.[1]

## Merkmale
Degus erreichen eine Kopf-Rumpf-Länge von 12 bis 20 Zentimetern und eine Schwanzlänge von 10 bis 16 Zentimetern. Gewöhnliche Degus wiegen 170 bis 300 Gramm, die anderen Arten dürften etwas schwerer sein. Das Fell dieser Tiere ist gelbbraun oder graubraun gefärbt. Eine pinselartige Schwanzquaste ist nur beim Gewöhnlichen Degu vorhanden. Bei allen vier Pfoten sind die ersten vier Zehen gut entwickelt und mit scharfen Krallen versehen; die fünfte Zehe ist zurückgebildet. Der Kopf ist relativ wuchtig, die Augen und Ohren sind relativ groß. Die Schneidezähne sind orange gefärbt, die Höcker der Molaren in Form einer Acht angeordnet, worauf auch der Gattungsname Octodon („Achtzahn“) anspielt.

## Verbreitung und Lebensraum
Degus sind fast ausschließlich in Chile beheimatet, nur der Walddegu kommt auch in angrenzenden Regionen Argentiniens vor. Sie bewohnen unterschiedliche Lebensräume: der Gewöhnliche Degu eher Strauchland, die anderen Arten leben auch in Wäldern.

## Lebensweise
Die Lebensweise der einzelnen Arten unterscheidet sich, ist aber nur beim Gewöhnlichen Degu besser erforscht. Dieser ist tag- und nachtaktiv, während andere Vertreter (zumindest der Walddegu) nur nachtaktiv sind. Gewöhnliche Degus leben in Gruppen in selbstgegrabenen Bauen. Ob das auch für die anderen Arten zutrifft, ist unklar. Die Nahrung besteht aus verschiedenen Pflanzenteilen.

## Ernährung
Degus fressen vor allem Gräser und Rinde. Wenn sie als Heimtiere gehalten werden, füttert man sie mit Heu, Salat und Kräutern. Karotten sollten aufgrund des darin enthaltenen Zuckers nur bedingt verfüttert werden. Obst vertragen Degus jedoch nicht, weil sie bei zuckerhaltiger Ernährung rasch einen Diabetes mellitus entwickeln. Ursache ist ein von der bei den meisten Säugetieren vorkommenden Form abweichendes Insulin.

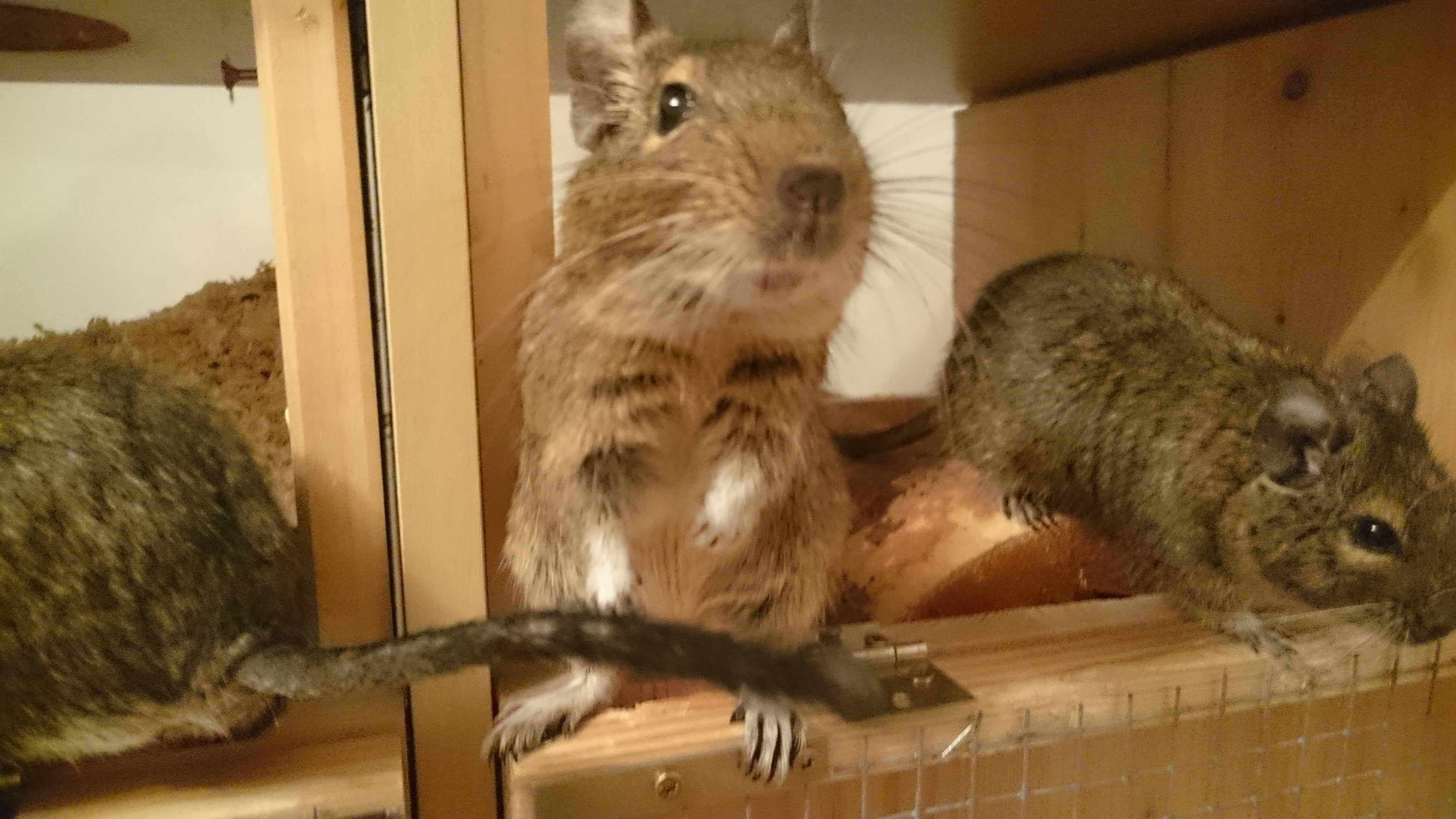
Degus als Heimtiere

## Degus und Menschen
Der Walddegu ist in Teilen seines Verbreitungsgebietes ausgestorben und gilt als selten. Gefährdet ist laut IUCN der Pazifikdegu, der nur auf der Insel Mocha vor der chilenischen Küste lebt. Gewöhnliche Degus hingegen sind als Versuchs- und als Heimtiere weltweit verbreitet.